# Faccia a faccia
Faccia a faccia  (Brasil: Quando os Brutos Se Defrontam ) é um filme ítalo/hispânico de 1967, do gênero faroeste, dirigido por Sergio Sollima, roteirizado pelo diretor e Sergio Donati, com música de Ennio Morricone.

## Sinopse
Um professor de história, em tratamento de saúde, conhece um pistoleiro foragido, que o fascina e inspira a tornar-se também um violento bandoleiro.

## Elenco
- Tomas Milian ....... Solomon 'Beauregard' Bennet
- Gian Maria Volonté ....... Professor Brett Fletcher
- William Berger ....... Charley Siringo
- Jolanda Modio ....... Maria
- Gianni Rizzo ....... Williams
- Carole André ....... Cattle Annie
- Ángel del Pozo ....... Maximilian de Winton
- Aldo Sambrell ....... Zachary Chase (como Aldo Sanbrell)
- Nello Pazzafini ....... Vance
- José Torres ....... Aaron Chase
- Federico Boido ....... o xerife de Purgatório (como Rick Boyd)
- Guy Heron
- Linda Veras
- Antonio Casas
- Frank Braña .......  Jason